# Blaire White
Blaire White (Corning, California, 14 de septiembre de 1993) es una youtuber y comentarista política transgénero estadounidense. Los videos de White se han centrado en temas sociales como las personas transexuales, el feminismo y el movimiento Black Lives Matter.

## Posiciones políticas
Las opiniones de White han sido etiquetadas como conservadoras, aunque ella rechaza esta etiqueta. En 2017, White describió sus creencias políticas como de centroderecha.
Apoyó a Donald Trump en las elecciones presidenciales de Estados Unidos de 2016, pero declaró en 2018 que seguía siendo crítica de algunas de sus políticas y acciones en el cargo. Por ejemplo, White dijo que estaba parcialmente en contra de la prohibición militar de las personas transgénero impulsada por Trump. En un debate de Vice News en 2019, se identificó como republicana.
El 14 de julio de 2024, White respaldó la candidatura presidencial de Trump para las elecciones de ese año.